# Prometeu (mitologia)

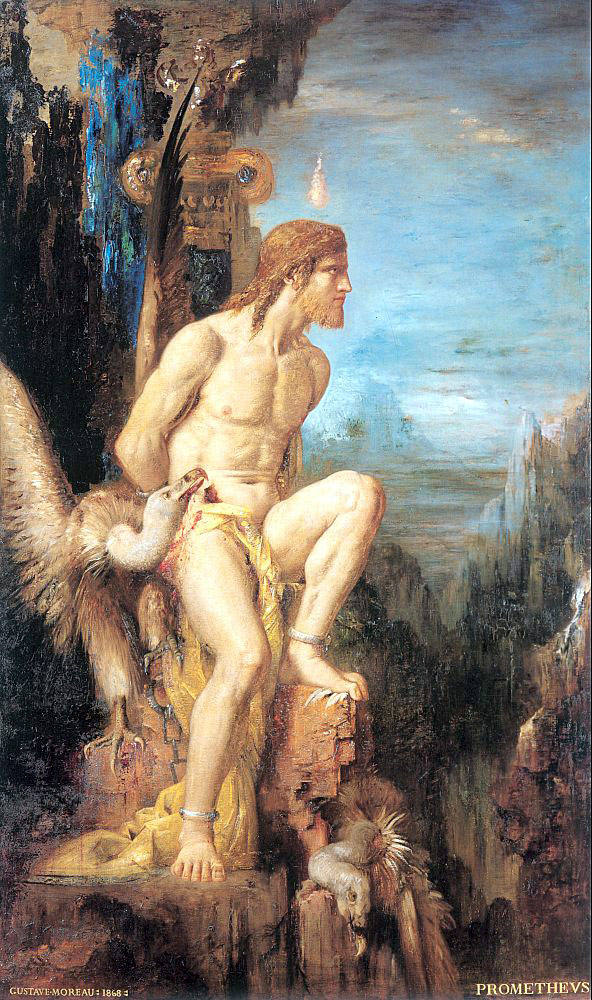
Prometeu, de Gustave Moreau. Imatge de Prometeu encadenat i amb l'àguila menjant-li el fetge.

Prometeu (en grec Προμηθεύς, 'previsió', 'prospecció') és una divinitat de la mitologia grega. El seu estatut varia dins el panteó grec en funció de les versions del mite, algunes de les quals el presenten com a tità i d'altres com a fill d'un tità. La figura de Prometeu, que es correspon amb el que s'anomena un heroi cultural, està relacionada amb tres esdeveniments mítics: l'aparició dels sacrificis als déus, el control del foc per part de l'home i l'aparició de la dona.

## Versions del mite de Prometeu

### Prometeu segons Hesíode

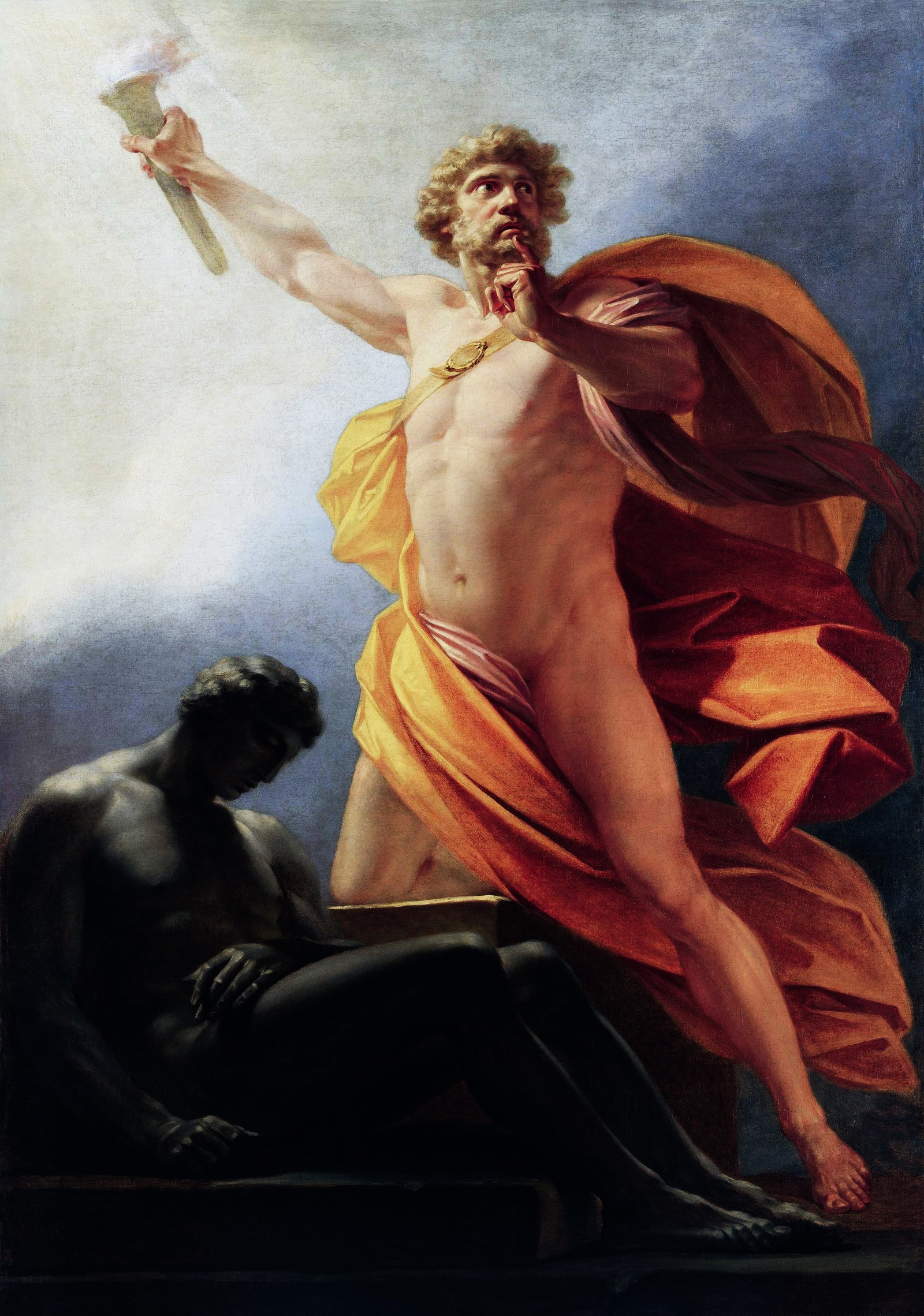
Prometeu donant el foc a la Humanitat (1817), de Heinrich Füger.

Hesíode tracta el mite de Prometeu a les seues dues obres majors, la Teogonia i Treballs i dies, amb petites diferències entre totes dues versions. Bàsicament, a la Teogonia se centra en els enganys de Prometeu a Zeus, mentre als Treballs desenvolupa la relació del mite de Prometeu amb el de Pandora, més esquemàticament tractada a l'altra obra.
Segons la versió exposada per Hesíode a la Teogonia, Prometeu seria fill del tità Jàpet i de l'oceànide Clímene, i germà d'Atles, Epimeteu i Meneci. La versió d'Hesíode presenta a Prometeu com un rebel contra el poder legítim de Zeus, de part del qual se situa el poeta. Hesíode conta dos enganys de Prometeu a Zeus. El primer té a veure amb l'explicació mítica de l'origen dels sacrificis als déus. Segons això, Prometeu va sacrificar un bou a Mekone, a la regió d'Argos i el va esquarterar. Després, en va fer dos munts, un amb la carn i les entranyes de l'animal i l'altre amb els ossos i el greix. Va cobrir aquest amb la pell del bou per donar-li un aspecte més atractiu i va demanar a Zeus que escollira la part que més li agradara. La part triada per Zeus seria d'ací endavant la que seria oferta als déus, mentre que l'altra quedaria per als hòmens. Zeus, enganyat per l'aparença, va triar el munt que contenia els ossos i el greix, i es va enfurismar terriblement contra Prometeu. Aquest mite serveix per explicar el fet que els grecs sacrificaren als déus només els ossos i el greix dels animals, cremant-los i fent així que el fum arribara fins als déus.
Segons la Teogonia, Zeus, enutjat per l'engany que Prometeu havia ordit per tal d'afavorir els humans, els va castigar privant-los del foc, la qual cosa va provocar la misèria del gènere humà, incapaç d'escalfar-se o de cuinar aliments. Amb la intenció d'ajudar els hòmens, Prometeu va furtar el foc als déus, amagant-lo dins d'una canya buida i donant-lo als humans. Zeus es va enfurir tant que va ordenar un doble càstig: un per a Prometeu i un altre per als hòmens.
D'una banda, Zeus va lligar Prometeu amb cadenes a una columna i li va enviar una àguila que li menjara el fetge, el qual creixia de nit en la mateixa quantitat que l'ocell havia menjat de dia. Prometeu va patir aquest càstig fins que Heracles el va alliberar. Hesíode no dona detalls sobre la ubicació de la columna on Prometeu sofria el càstig.
Pel que fa als humans, en aquest punt el mite de Prometeu es lliga amb el mite de Pandora. En aquesta part de la història de Prometeu són sobretot els Treballs els que donen una versió més completa. Segons la Teogonia, com a càstig per compensar el bé que Prometeu els havia fet, Zeus va ordenar Hefest, el déu ferrer, que construís una figura femenina, de la qual no s'esmenta el nom. A la versió de la Teogonia, la deessa Atenea la vesteix i el mateix Hefest fa una diadema. Zeus la va presentar als déus i als hòmens, que quedaren meravellats. Zeus oferí la dona a Epimeteu, germà de Prometeu, qui l'acceptà. A la Teogonia no s'explica la història de la caixa o gerra de Pandora.
A la versió dels Treballs, apareix el nom de la dona, Pandora. A més, la col·laboració dels diferents déus en la fabricació de la dona està molt més desenvolupada: Hefest la forma amb terra i aigua, li dona veu i força humana i fa el seu rostre semblant al de les deesses; Atenea li ensenya l'art del teixit; Afrodita la dota d'atractiu sexual i Hermes d'intel·ligència cínica i un caràcter voluble, a més d'omplir-li el pit de mentides. Les Gràcies i la Persuasió la van embellir amb collars i les Hores la van coronar amb flors. Una vegada acabada, Zeus encarrega a Hermes que oferisca el regal a Epimeteu. Aquest no fa cas del consell de son germà Prometeu, qui l'havia avisat que no acceptara cap regal de Zeus, i l'accepta. Després, Pandora va destapar una gerra que contenia els mals i les preocupacions, de les quals els hòmens havien estat lliures fins llavors, i les va escampar pel món. Només l'Esperança va romandre dins de la gerra.

### Prometeu segons Èsquil
Segons la versió del dramaturg atenenc Èsquil, recollida a la seua tragèdia Prometeu encadenat, Prometeu seria un tità, fill de Gea i seria, per tant, una divinitat d'una generació anterior a la de Zeus. La perspectiva d'Èsquil és favorable a Prometeu, considerat un benefactor de la humanitat que la defensa de la tirania de Zeus.

### Prometeu segons Plató
També el filòsof Plató dona una versió del mite de Prometeu, al seu diàleg Protàgores, posada en boca del mateix Protàgores.

### Una versió tardana: Prometeu com a creador de l'home

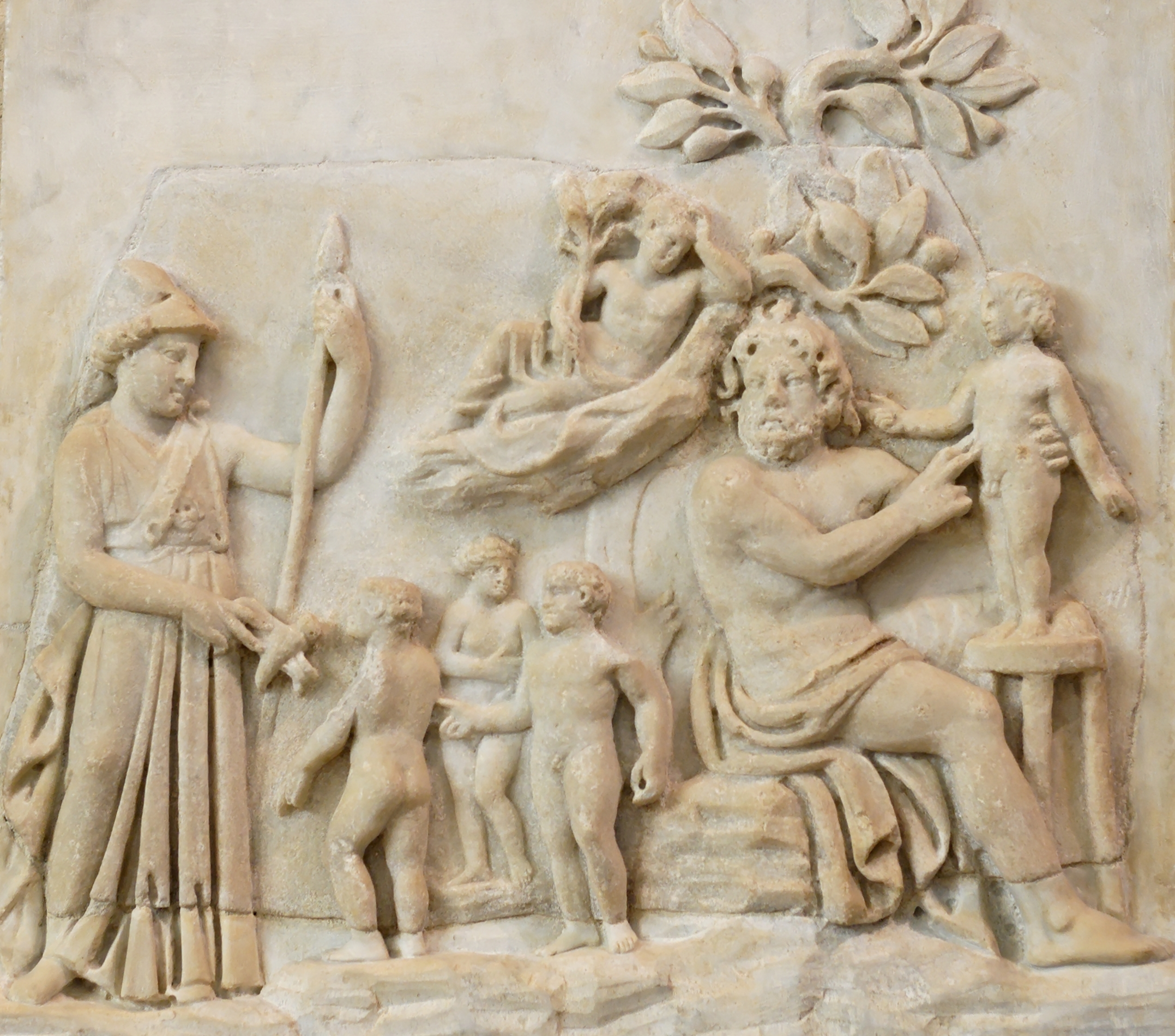
Relleu en marbre del segle III d.C. (Itàlia) que mostra Prometeu modelant els primers humans.

Una versió tardana del mite de Prometeu, de la qual el primer testimoni apareix a un fragment conservat d'una comèdia del segle iv aC, i que reapareix després en la decoració d'alguns sarcòfags i en escriptors llatins, afirma que Prometeu va ser el creador de l'home. Prometeu, que era considerat destre en terrisseria, hauria modelat els primers hòmens amb fang, als quals Zeus hauria donat la psykhé, l'alè vital o ànima. Aquest motiu és un afegitó tardà i està absent de les versions d'Hesíode, Èsquil i Plató.

## Orígens del mite i relació amb altres mites
El càstig de l'àguila pot ser relacionat amb altres semblants com ara el de Tici, referit per Homer a l'Odissea i la Ilíada, on dos voltors devoren el fetge a Tici, com a càstig per un intent de violació a Leto o, segons altres versions, Àrtemis. Alguns autors proposen un origen caucàsic del mite. Apol·lodor diu que Prometeu estava encadenat a les muntanyes del Caucas.
El robatori del foc apareix a altres mitologies. Així Nanabozho roba el foc per als anishinaabemowin, Agni a l'hinduisme (es postula un mite pare dels protoindoeuropeus), Amirani rep un càstig similar segons els georgians i Maui enganya els déus segons diversos pobles d'Oceania.

## Cultes dedicats a Prometeu
A diferent punts de Grècia es van celebrar festes dedicades a Prometeu. La més important era la que tenia lloc al barri del Ceràmic d'Atenes, on se celebraven unes curses de relleus amb torxes anomenades lampadodròmies, que commemoraven el do del foc que havia fet a l'home. En aquest barri Prometeu era honorat com a patró dels artesans, al costat d'Atenea i Hefest.

## Significació del mite de Prometeu
Per la seua banda, el psicoanalista austríac Sigmund Freud va relacionar el mite de Prometeu amb la seua hipòtesi sobre la conquesta del foc per part dels humans. Segons això, la canya buida en què Prometeu amaga el foc que ha furtat als déus simbolitza el penis. Segons un procés de translació típic dels somnis, en realitat el que l'home primitiu guarda a la canya-penis no és el foc sinó el mitjà per destruir el foc: l'orina. Segons la hipòtesi de Freud, l'home aconsegueix domesticar el foc quan renuncia a satisfer el seu impuls natural a apagar-lo amb l'orina. Així, negant-se un plaer libidinal l'home conquereix un avanç cultural. Per això seria la dona l'encarregada de custodiar el foc i, per tant, de restar a la llar, atès que ella no sent aquest impuls. Per a Freud el fet que, com en altres mites sobre la conquesta del foc, al mite de Prometeu el domini humà del foc estigui relacionat amb un sacrilegi o burla als déus significa que l'home conquereix el foc traint els seus impulsos libidinals o id, en terminologia psicoanalítica. El paral·lelisme entre els déus i l'id s'explica perquè, a la mitologia grega, els déus poden satisfer totes les apetències prohibides a les persones, com ara l'incest.

## Posteritat del mite de Prometeu

### Filosofia i Teologia
En els inicis del cristianisme, alguns apologetes cristians, seguint una al·lusió de Tertul·lià al seu Apologètic, van veure en la figura de Prometeu un símbol de la de Jesucrist: Prometeu era, com Jesús, un déu que havia patit dolor i sofriment per tal d'afavorir la Humanitat.
El filòsof anglès Francis Bacon utilitza la figura de Prometeu a la seua obra De sapientia veterum com a emblema de la lluita per la llibertat de pensament. En el mateix sentit ho fa Giordano Bruno.

### Literatura
El mite de Prometeu va seduir particularment els escriptors romàntics, que van veure en ell una encarnació del rebel que és capaç de desafiar fins i tot el poder absolut de Déu. Algunes de les obres d'aquest període que reprenen el mite de Prometeu són:
- Prometheus (1774), poema narratiu de Johann Wolfgang von Goethe.
- Prometheus (1816), poema de Lord Byron.
- Frankenstein or The Modern Prometheus (1818), novel·la de Mary Shelley.
- Prometheus Unbound (1820), poema narratiu de Percy Bysshe Shelley.

Altres obres que recullen el tema de Prometeu són:
- La estatua de Prometeo, obra de teatre de Pedro Calderón de la Barca.

També la literatura contemporània ha recollit el mite de Prometeu, amb diferents valors:
- Promethée mal enchaîné (1899), d'André Gide.
- Promethée aux Enfers, assaig inclòs a L'été (1954), d'Albert Camus.
- Nou Prometeu encadenat, d'Eugeni d'Ors.

### Arts plàstiques

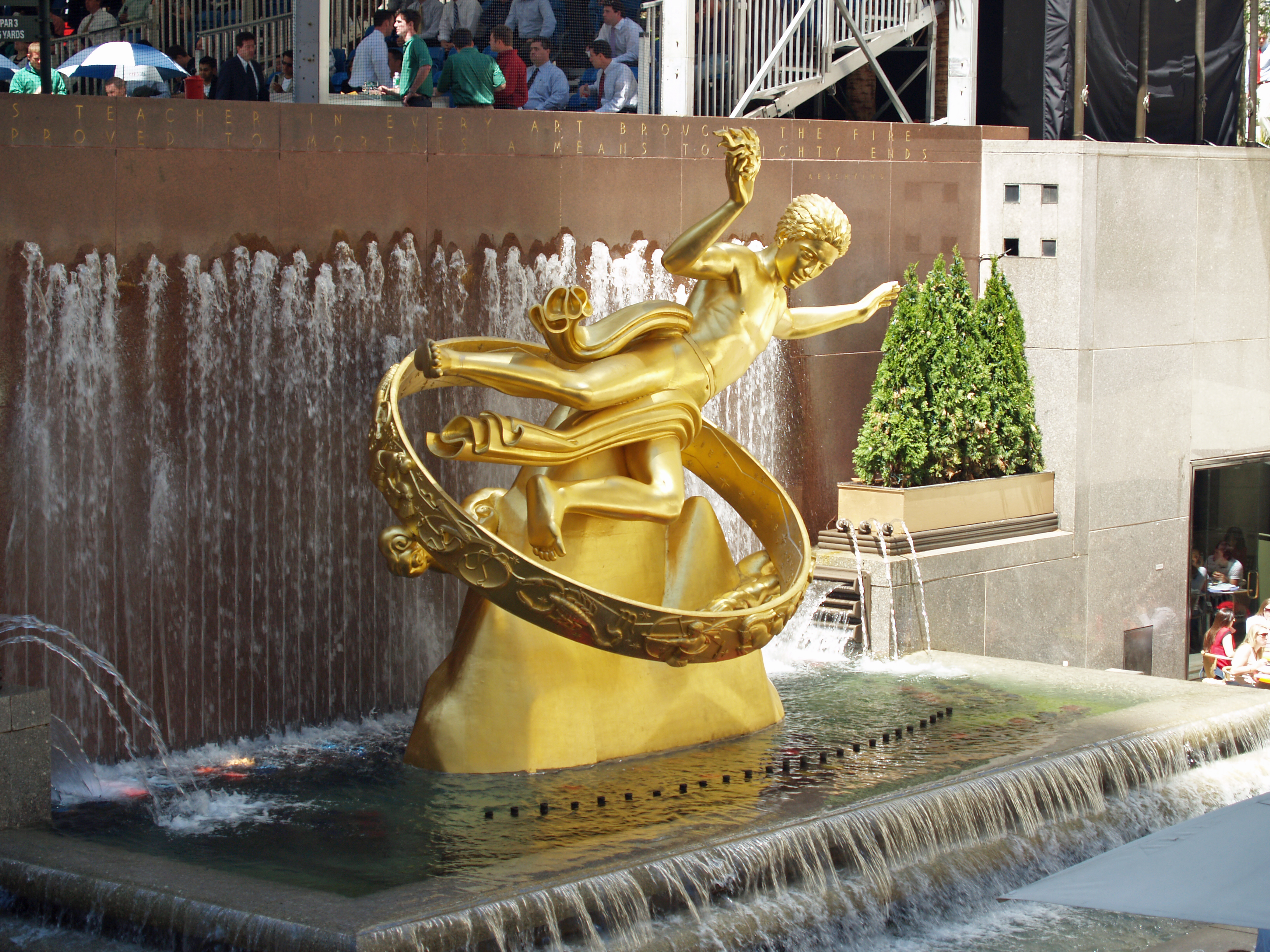
Escultura de Prometeu al Rockefeller Center de Nova York, EUA.
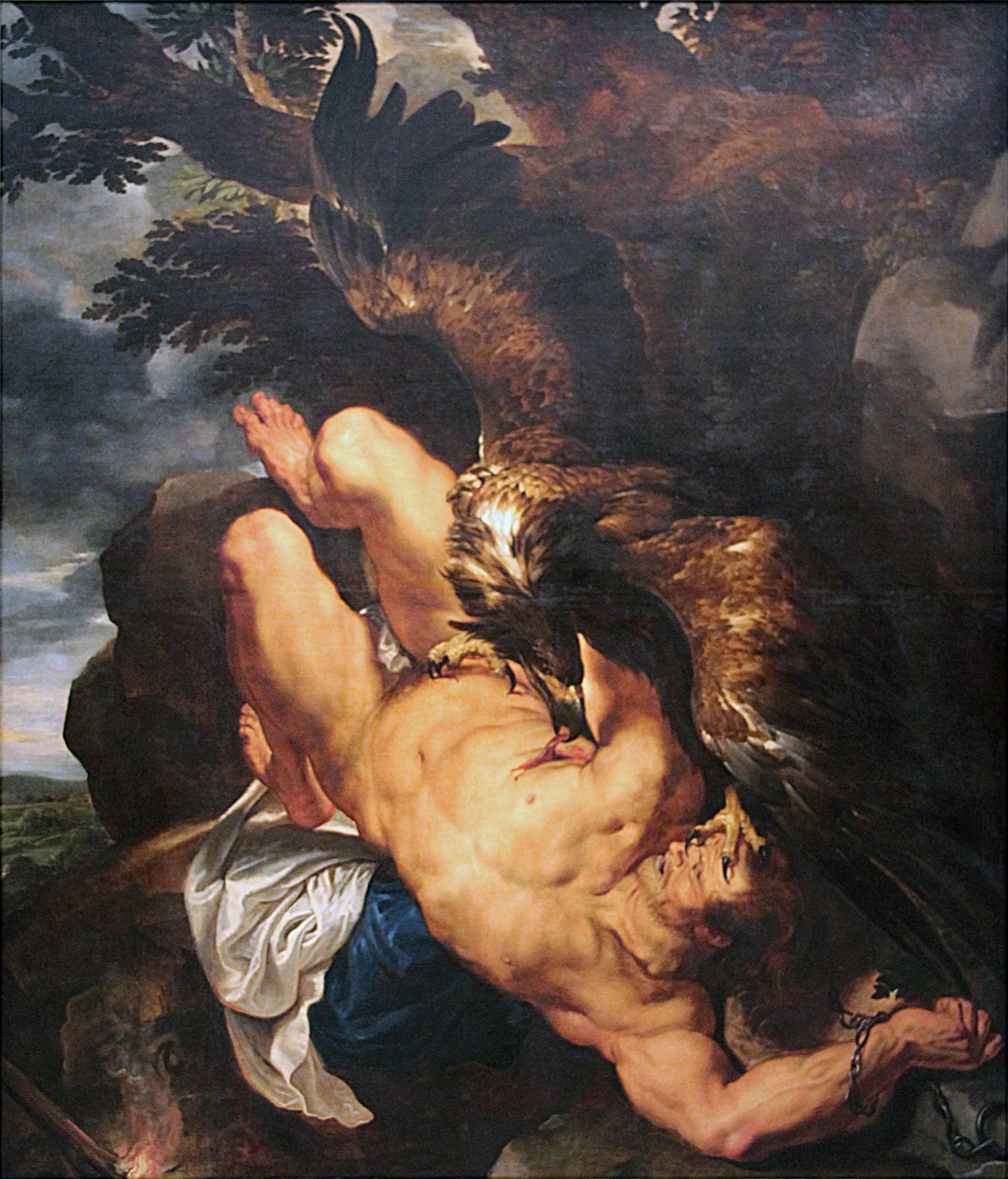
Prometeo encadenat (1611–12) de Peter Paul Rubens
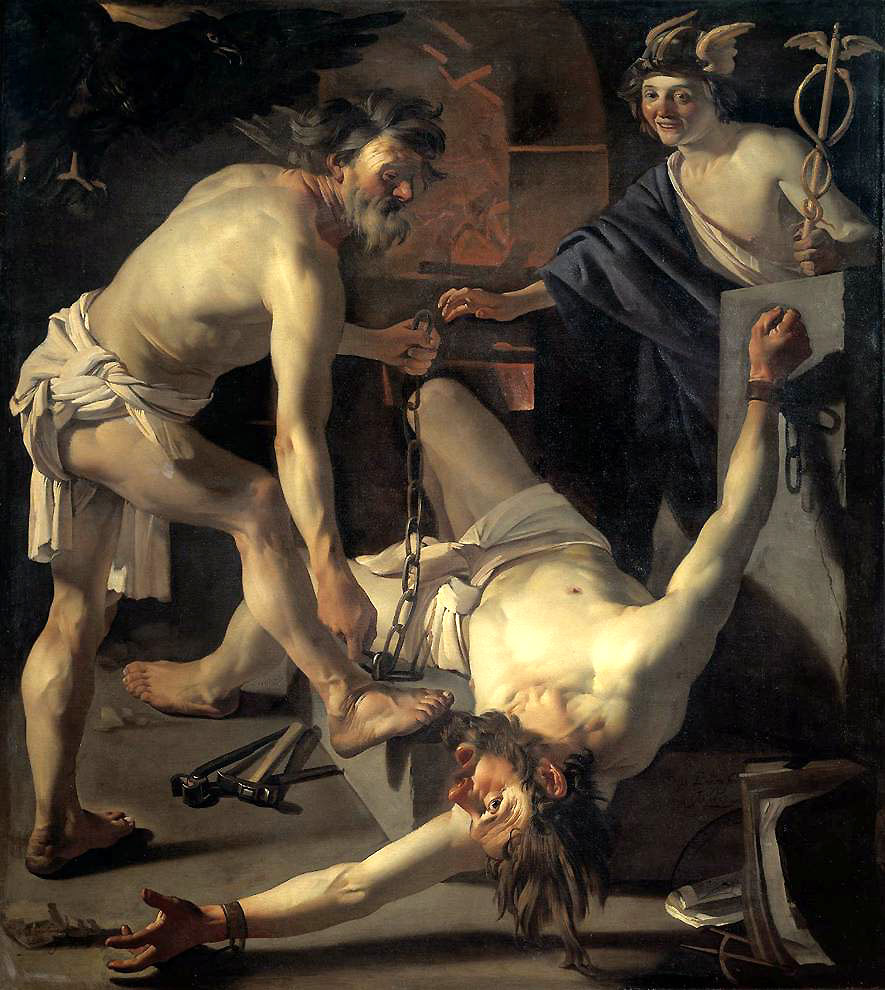
Prometeo encadenat per Vulcà (1623) de Dirck van Baburen
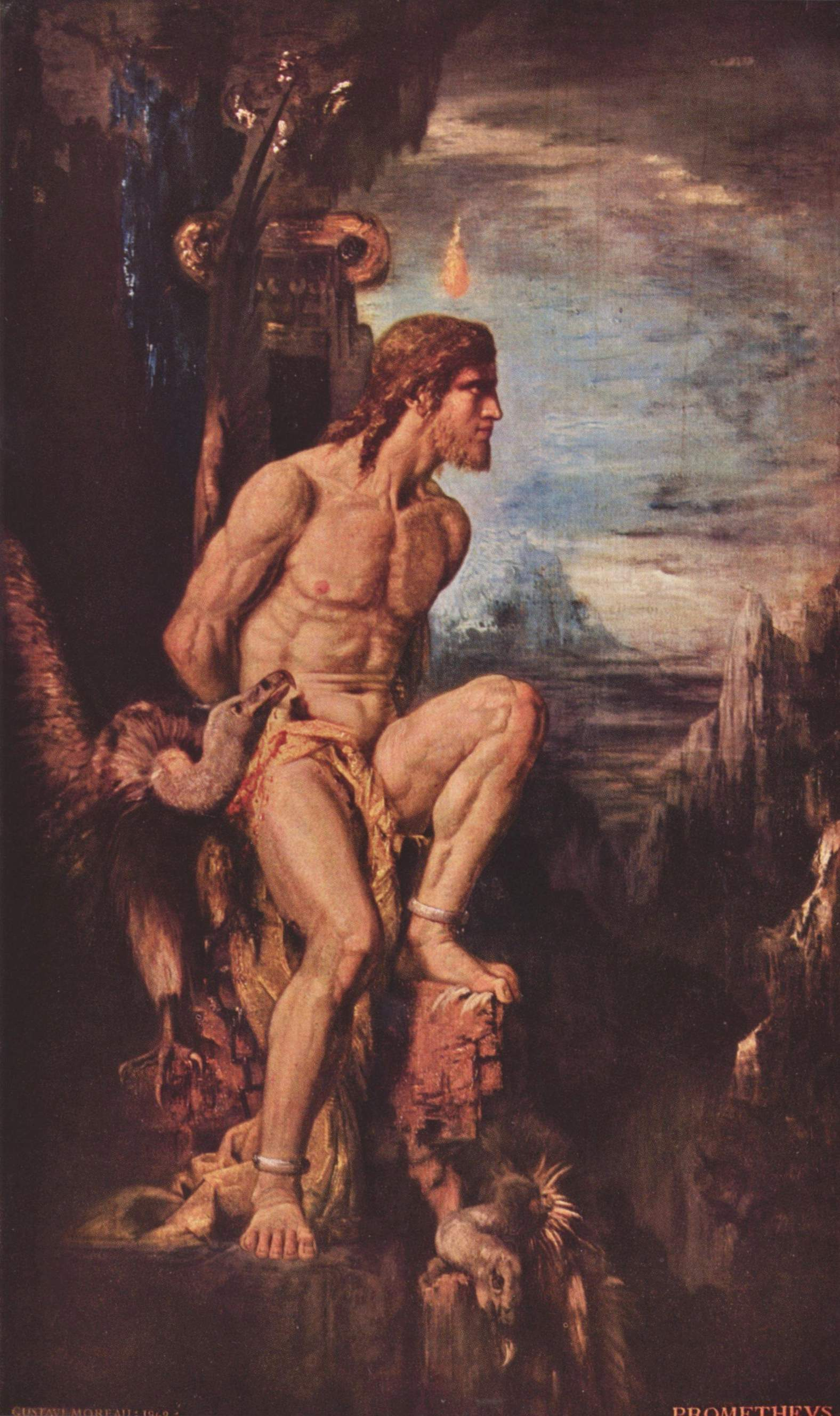
Prometheus (1868) de Gustave Moreau
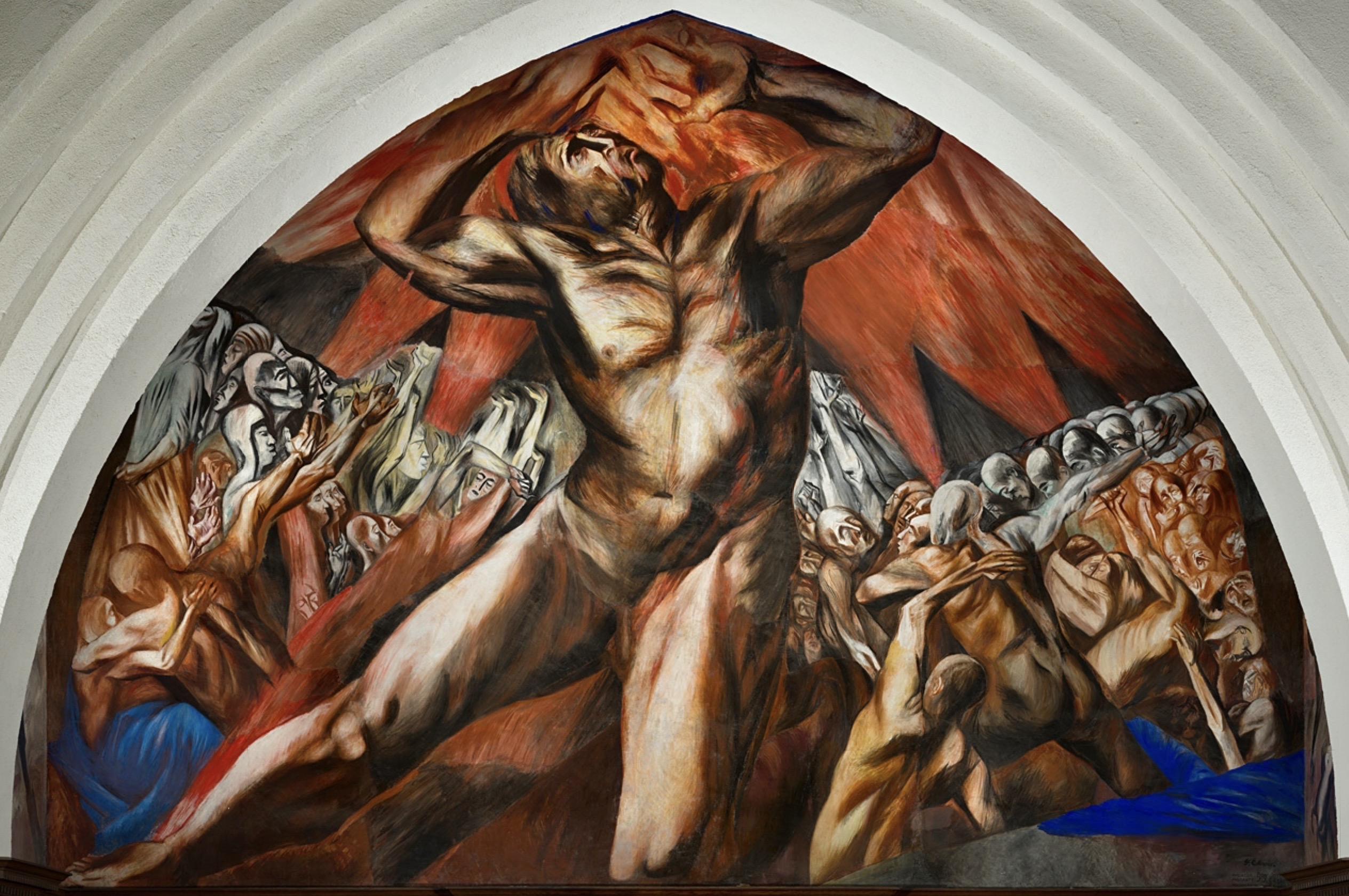
Prometheus (1927) de José Clemente Orozco en Pomona College
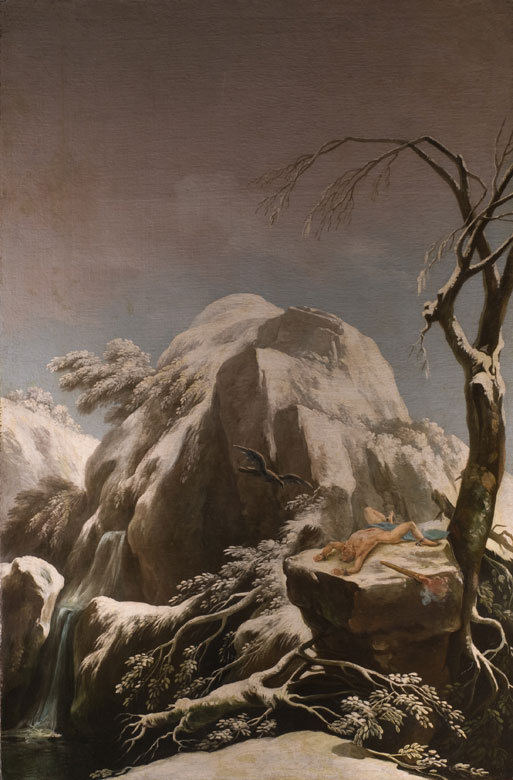
Prometeo encadenat al cim nevat del Caucas de Francesco Foschi (1710–1780)
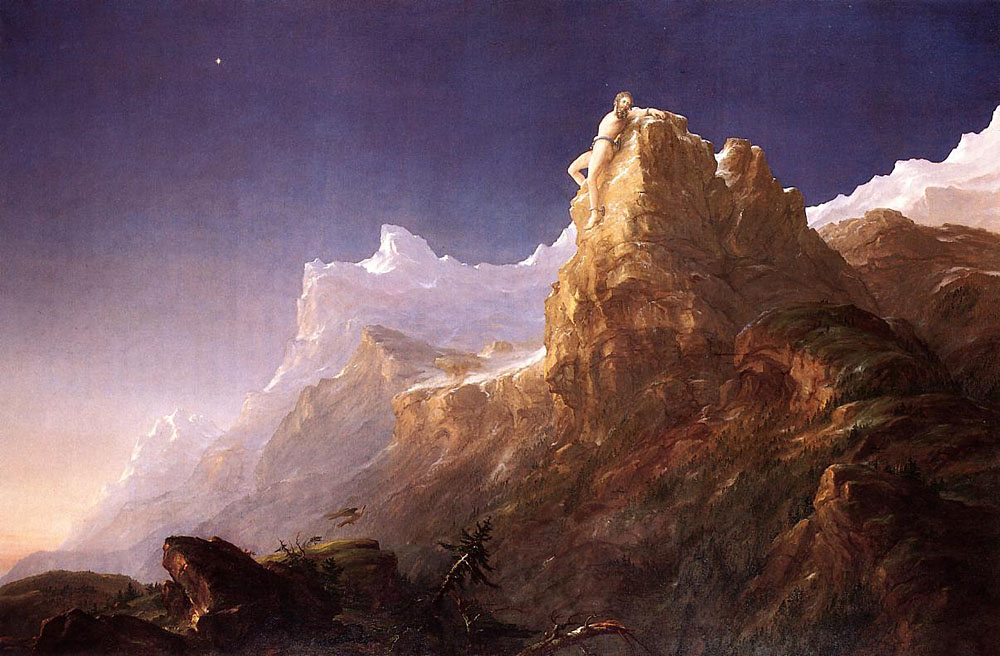
Prometheo lligat de Thomas Cole (1801–1848)

### Música
- Die Geschöpfe des Prometheus (Les criatures de Prometeu, 1800-1801), ballet de Ludwig van Beethoven.
- Prometheus, poema simfònic de Franz Liszt.
- Promethée ou le poème du feu (1910), poema orquestral d'Aleksandr Skriabin.
- Prometheus, òpera de Carl Orff.
- Prometeo (1984), suite de Luigi Nono.

### Política
El prometeisme era un moviment polític creat per Józef Piłsudski per afeblir el poder rus a través de potenciar els nacionalismes de regions a l'òrbita exsoviètica.